# Linda Cooper
Linda Lee Cooper (Loma Linda, 19 de julio de 1944) es una deportista estadounidense que compitió en saltos de plataforma. Ganó una medalla de oro en los Juegos Panamericanos de 1963, en la prueba individual.

## Palmarés internacional
| Juegos Panamericanos | Juegos Panamericanos | Juegos Panamericanos | Juegos Panamericanos |
| Año                  | Lugar                | Medalla              | Prueba               |
| -------------------- | -------------------- | -------------------- | -------------------- |
| 1963                 | São Paulo (Brasil)   | Medalla de oro       | Plataforma 10 m      |